# Finnische Poolbillard-Meisterschaft
Die Finnische Poolbillard-Meisterschaft ist ein jährlich ausgetragenes Poolbillardturnier zur Ermittlung der nationalen Meister Finnlands in den Disziplinen 8-Ball, 9-Ball, 10-Ball und 14/1 endlos.

## Finnische Meister
| Jahr | 14/1 endlos      | 8-Ball            | 9-Ball            | 10-Ball                   | Doppel                           | Mannschaft                |
| ---- | ---------------- | ----------------- | ----------------- | ------------------------- | -------------------------------- | ------------------------- |
| 1987 |                  | Rauno Tuominen    |                   |                           |                                  |                           |
| 1988 | Matti Vanhala    |                   |                   |                           |                                  |                           |
| 1989 | Kari Johansson   | Kari Johansson    |                   |                           |                                  |                           |
| 1990 | Heikki Vainikka  | Kari Johansson    | Ari Fagerström    |                           |                                  |                           |
| 1991 | Kari Johansson   | Mika Immonen      | Kari Johansson    | Dukes Club Turku          |                                  |                           |
| 1992 | Mika Immonen     | Mika Immonen      | Kari Johansson    | Vaasan Pool Biljardi Club |                                  |                           |
| 1993 | Kari Johansson   | Marko Hartikainen | Rafael Blomstedt  | Ritz Club Helsinki        |                                  |                           |
| 1994 | Mika Immonen     | Markus Juva       | Rafael Blomstedt  | Ritz Club Helsinki        |                                  |                           |
| 1995 | Rafael Blomstedt | Mika Lehtimäki    | Mika Lehtimäki    | Lahti Pool-90             |                                  |                           |
| 1996 | Mika Immonen     | Rafael Blomstedt  | Mika Lehtimäki    | Ritz Club Helsinki        |                                  |                           |
| 1997 | Mika Immonen     | Mika Immonen      | Mika Immonen      | Ritz Club Helsinki        |                                  |                           |
| 1998 | Sampo Eronen     | Marko Lohtander   | Mika Immonen      | Ritz Club Helsinki        |                                  |                           |
| 1999 | Ville Laurinen   | Marko Lohtander   | Teppo Rantanen    |                           |                                  |                           |
| 2000 | Marko Lohtander  | Marko Lohtander   | Stefan Sellberg   | Lahti Pool-90             |                                  |                           |
| 2001 | Ville Laurinen   | Aki Heiskanen     | Marko Lohtander   | Team Mascot Helsinki      |                                  |                           |
| 2002 | Marko Lohtander  | Marko Lohtander   | Marko Lohtander   | Ritz Club Helsinki        |                                  |                           |
| 2003 | Markus Juva      | Aki Heiskanen     | Marko Lohtander   | K-UBK Järvenpää           |                                  |                           |
| 2004 | Aki Heiskanen    | Markus Juva       | Markus Juva       | GCueS Tampere             |                                  |                           |
| 2005 | Aki Heiskanen    | Mika Immonen      | Marko Lohtander   | Lokit Porvoo              |                                  |                           |
| 2006 | Teppo Rantanen   | Aki Heiskanen     | Stefan Sellberg   | Lokit Porvoo              |                                  |                           |
| 2007 | Aki Heiskanen    | Aki Heiskanen     | Marko Lohtander   | JBS Jyväskylä             |                                  |                           |
| 2008 | Aki Heiskanen    | Stefan Sellberg   | Tuomo Kinnunen    | Ritz Club Helsinki        |                                  |                           |
| 2009 | Jimmy Wikman     | Mika Stark        | Valtteri Virtanen | Story Pool Vantaa         |                                  |                           |
| 2010 | Petri Makkonen   | Aki Heiskanen     | Kimmo Hakala      | Story Pool Vantaa         |                                  |                           |
| 2011 | Petri Makkonen   | Kim Laaksonen     | Joonas Ohtonen    | Valtteri Virtanen         | Jesse Kivelä Aapo Virrankoski    | GCueS Tampere             |
| 2012 | Aki Heiskanen    | Petri Makkonen    | Aki Heiskanen     | Petri Makkonen            | Kim Laaksonen Aku Nordblom       | Play Jyväskylä            |
| 2013 | Petri Makkonen   | Sami Ahola        | Markus Juva       | Abbas al-Marayati         | Antti Mannila Miika Hirvonen     | Broadway Billiards Vantaa |
| 2014 | Aki Heiskanen    | Petri Makkonen    | Aki Heiskanen     | Petri Makkonen            | Sami Karttunen Ville Hämäläinen  | HyvBK Hyvinkää            |
| 2015 | Aki Heiskanen    | Aki Heiskanen     | Jani Uski         | Janne Kaipainen           | Jani Siekkinen Markus Juva       | HyvBK Hyvinkää            |
| 2016 | Jani Uski        | Ville Hämäläinen  | Petri Makkonen    | Jani Uski                 | Joonas Ohtonen Sami Hämäläinen   | GU Tampere                |
| 2017 | Kim Laaksonen    | Petri Makkonen    | Kim Laaksonen     | Petri Makkonen            | Kim Laaksonen Casper Matikainen  | Ritz Club Helsinki        |
| 2018 | Kim Laaksonen    | Jani Siekkinen    | Kim Laaksonen     | Kim Laaksonen             | Jani Siekkinen Jani Uski         | HyvBK Hyvinkää            |
| 2019 |                  | Kim Laaksonen     | Jani Uski         | Kim Laaksonen             | Casper Matikainen Jesse Huttunen | EBK Espoo                 |
| 2020 |                  | Casper Matikainen |                   | Petri Makkonen            |                                  |                           |